# Štiriglava stegenska mišica
Štiriglava stegenska mišica (latinsko musculus quadriceps femoris) je največja sprednja stegenska mišica zgrajena iz štirih mišic:
- masculus rectus femoris je edina dvosklepna in izvira s črevnice.
- musculus vastus medialis izvira iz medialne strani stegnenice
- musculus vastus lateralis izvira iz lateralne strani stegnenice
- musculus vastus intermedius izvira med vastusom medialisom in lateralisom na sprednji strani stegnenice

Mišice se nato s združijo v kito, v katero je vraščena pogačica. Kita gre prek kolenskega sklepa ter se pripenja na grčavino golenice.
Mišica je glavna iztegovalka kolena, kadar je kolčni sklep upognjen m. rectus femoris ne sodeluje pri iztezanju.
Oživčuje jo živec femoralis (L2 do L4).